# ابودرارن
ابودرارن (به عربی: إبودرارن) یک شهرستان در الجزایر است که در استان تیزی وزو واقع شده‌است.